# Otto-Schott-Straße 8 (Weimar)
Die Otto-Schott-Straße 8 ist die Maschinenhalle 4 c in Weimar. Sie steht unter Denkmalschutz.

## Geschichte
Die 1898/01 entstandene Halle ist die älteste des ehemaligen Weimar-Werkes, die erhalten blieb. Die Firma war die 1898 durch das Bankhaus Callmann & Co, Leipziger und Dresdner Banken gegründete Waggonfabrik. Die Halle 4c ist zugleich die einzige erhaltene der alten Waggonfabrik. Die Montagehalle wurde durch den Leipziger Architekten Karl Schierz entworfen, errichtet von Otto und Richard Saalborn aus Weimar. Die ostwestlich ausgerichtete Halle hat die Außenmaße von ca. 55 × 24 m ist mit einer Eisenkonstruktion aus Dreigelenkbindern stützenfrei überspannt. Die Halle besitzt ein zentrales Oberlicht, stichbogige Fenster an den Längsseiten und große Thermenfenster an den Giebelseiten. Die Außenmauern bestehen aus verputzten Ziegeln. deren Eckpunkte durch Pfeiler aus Werkstattbossen verstärkt sind. Die Halle wurde in den 1960er Jahren durch einen zweigeschossigen Bürotrakt ergänzt worden. Die Maschinenhalle besaß eine Dampfmaschine für den Maschinenbetrieb, deren Hersteller aber unbekannt ist. Die erwähnte Waggonfabrik war keine erfolgreiche Unternehmung und musste nach kurzer das erste Mal Insolvenz anmelden und in den nächsten Jahren "eher darbte als gedieh.
Heute befindet sich die Firma Wesoma GmbH Weimar in dieser Halle, welche 1993 gegründet wurde.